# Faustino Arévalo
Faustino Arévalo (Campanario, Badajoz, 29 de julio de 1747 - Madrid, 7 de enero de 1824), fue un himnógrafo, patrologista, humanista, bibliógrafo y jesuita español. 

## Biografía
Hijo de Juan Fernández de Arévalo y de Catalina López. Con 14 años ingresó en el noviciado jesuita del Colegio de Salamanca y luego en el de Villagarcía de Campos (Valladolid). Tras pronunciar sus votos, Faustino Arévalo inició estudios de Humanidades y Filosofía; la expulsión de los jesuitas en 1767 le sorprendió en Medina del Campo y emigró a Calvi y Bolonia, donde continuó sus estudios y se ordenó sacerdote. 
Marchó con su hermano mayor Juan a Roma para ayudarle en sus trabajos e investigaciones filológicas por bibliotecas y archivos en busca de manuscritos para sus ediciones de escritores cristianos primitivos hispanolatinos, eje de su interés, pero también de otras naciones como Draconcio o Sedulio. Con esas gestiones entró en contacto allí con importantes eruditos y filólogos, por ejemplo el cardenal Francisco Antonio de Lorenzana, quien compartía similares intereses. Andando el tiempo será Arévalo incluso su secretario, en circunstancias especialmente difíciles para la Iglesia, para Italia y para la generalidad de Europa. Arévalo vivió la cárcel de Pío VI, su exilio, con el miedo de enfrentarse a un nuevo sacco di Roma y sufrió en su propia piel el arresto y  el saqueo de los Colegios de Jesuitas en Italia. Fue himnógrafo pontificio y sucedió a Alfonso Muzzarelli como teólogo de la Penitenzieria en 1809.  En 1815 regresó definitivamente a España tras años de lastimoso exilio. Fue Rector del Colegio de Loyola, renunciando al Provincialato. Las ediciones críticas, comentadas y cuidadísimas de Prudencio, Sedulio, Draconcio, Juvenco, y sobre todo la de San Isidoro, del cual preparó una edición de sus obras completas, son hijas de su humanismo. Como atestigua su epistolario, su labor fue minuciosa no sólo en las Bibliotecas romanas, sino en las españolas (de las que eran enviados códices por él solicitados). Destacó también como orador escribiendo la Laudatio funebris pronunciada tras la muerte del gran cardenal Lorenzana en 1804.
Escribió una monumental Hymnodia Hispanica impresa en Roma en 1786, donde recopiló himnos del Oficio divino hispano ajustando su métrica a criterios rigurosos y componiendo él mismo himnos que completaran los adecuados a cada festividad religiosa. Compuso además poemas de ocasión, como el dedicado al arquitecto Jorge Durán, (Roma, Canetti, 1795). Bartolomé José Gallardo, que era de su mismo pueblo, le tenía también por bibliógrafo, pues cita en su Ensayo (1863, vol. 1, col. 271) un manuscrito suyo con una lista de autores jesuitas y sus obras que utilizó él mismo para sus trabajos bibliográficos, Symbola literaria a Jesuitis Hispanis olim Roman missa ad Bibliothecam S.J. augendam et continuandam; post supressam Societate aliqua ex parte ab Interitu Vindicata.

## Obras
- Hymnodia Hispanica, Roma, 1786.
- Los himnos de la "Hymnodia Hispanica"; estudio preliminar, traducción, notas y comentarios de Elena Gallego Moya. Alicante: Universidad de Alicante, 2002
- Prudentii Carmina (Roma, 1788-89, 2 vols. en quarto)
- Dracontii Carmina (Roma, 1791)
- Juvenci Historiae Evangelicae Libri IV (Roma, 1792)
- Caelii Sedulii Opera Omnia (Roma, 1794)
- S. Isidori Hispaniensis Opera Omnia (Roma, 1813)
- Missale Gothicum (Roma, 1804).
- Bibliotheca Hispana tum Vetus tum Nova Nicolali Antonii aucta, illustrata, defensa et, ubi opus fuerit, correcta, atque in novem classes distributa. Manuscrito del Archivo de Loyola.
- Symbola Iliteraria aa Iesuitis hispanis, manuscrito consignado por Gallardo.
- Scriptores Hispani aut de rebus Hispaniensibus agentes in inventariis bibliothecae Vaticanae indicati, manuscrito reseñado por Gallardo.